# Domingo Masachs
Domingo Masachs (Mayans, 18 de enero de 1818- Igualada, 25 de diciembre de 1891) fue un militar carlista español.

## Biografía
Domingo Masachs nació en Mayans, partido judicial de Manresa. Al estallar la primera guerra carlista, su padre, Pedro Masachs, solicitó un puesto en las filas de Carlos María Isidro de Borbón, pero, de acuerdo con Francisco de Paula Oller, fue traicionado por sus compañeros y fusilado por los liberales en Castellfullit del Boix.

### Primera guerra carlista
La muerte de su padre por sus ideales le incitó a alistarse también y luchó como voluntario carlista a las órdenes de Rafael Tristany hasta la conclusión de la guerra.
Tomó parte en el ataque y toma de Solsona, y en los nueve combates que se libraron alrededor de esta ciudad; en el Bruch, a las órdenes del General Torres, contra los portugueses; en Puiggrós de Rubió, contra los voluntarios de Igualada y guarnición de la misma, que componían unos 300 infantes y varios caballos, a los cuales los carlistas, en número solamente de 150 y capitaneados por Llagé de Piera, derrotaron completamente y persiguieron hasta las mismas puertas de Igualada.
Combatió en el ataque de Manresa y entrada de Ripoll, a las órdenes del Conde de España; en el de Sampedor, dirigido por el Infante Don Sebastián, en la entrada de Calaf, al lado del General Tristany, y en muchas otras acciones. En esta campaña recibió dos heridas.

### Segunda guerra carlista
Más tarde, en 1846, cuando los cabecillas Borges, Benito Tristany, Castells y Vilella (traicionado más tarde por Caletrus), enarbolaron en Cataluña el pendón de Carlos VI, Masachs, después de haber organizado una regular partida en la misma Barcelona, fue de los primeros en secundar el movimiento y la entrada de Cervera y la de Igualada, que verificó con varios carlistas de una manera audaz y atrevida. Se destacó en las acciones de Tarrasa, Guisona, Suria, Torroellas y La Bisbal y le fue otorgado el grado de Teniente.
Firme Masachs en sus convicciones, no se acogió al indulto y desde 1849, que entró en Francia, vivió en la emigración. En 1863 regresó de nuevo a España con el grado de Capitán, que le fue conferido el 20 de noviembre de 1851.

### Tercera guerra carlista
Nueve años después, Carlos VII llamaba al combate «a todos los buenos españoles», cuenta Oller que para «vengar los ultrajes inferidos a nuestras patrias tradiciones» ante «los quejidos de nuestra Religión escarnecida y la patria deshonrada».
Masachs se puso al frente de 200 hombres que él mismo había organizado. Se agregó a las fuerzas de Castells y tomó parte a su lado en varias acciones. Luchó heroicamente el 26 de junio de 1872 en la acción de Bancal, una de las más importantes que tuvieron lugar en aquel entonces; en la cual, después de estar encerrado durante cuatro horas con solo 32 voluntarios en una casa de campo, salió con vigor inusitado, y al reunirse con los demás carlistas dirigidos por Rafael Tristany en número de 300, atacaron a las fuerzas liberales, dobles en número, a las cuales obligaron a retirar y encerrarse en la misma casa desalojada. En esta acción, Masachs recibió cinco heridas.
Reunidas las fuerzas de Masachs, Miret y Borrás por orden del Infante Don Alfonso el 15 de enero de 1873, se formó el tercer Batallón de Barcelona, denominado Voluntarios de Igualada, bajo la inmediata dirección de Domingo Masachs, cuya fuerza, unida a las de Camps, Vila del Prat y Galcerán, se disitinguió en la acción de La Gleva. En ella cayó herido Galcerán, por lo que continuó Masachs dirigiendo la acción, hasta que, retirados los liberales que ascendían a 3000, se dirigieron los carlistas a Montesquiu.
En el ataque y toma de Berga, que proporcionó a los carlistas muchos pertrechos, y en las acciones de Calaf y Castellfullit, estuvo Masachs a igual altura, recibiendo en recompensa de sus muchos servicios el nombramiento de Teniente Coronel, que le fue conferido por el Infante General en Jefe el 1 de mayo de 1873.
También tomó parte en las acciones de Torroella; en la sangrienta que se libró entre Oristá y Prats de Llussanés, el 12 de junio, en la cual tomaron al enemigo dos piezas de artillería; en Prats de Llussanes, con Cabrinetty; en el ataque y toma de Igualada, que duró más de 32 horas; en las de Caldas, Balsareny, Casserras, Santa Coloma de Queralt; en la de Vallbona y San Quintín, con las fuerzas republicanas del Xich de las Barraquetas, Guillerías y otras; en la de Capellades, en el asalto y toma de Vich, en la de Manresa, ataque y toma de Vendrell, combates de Casserras, Prats de Llussanés, memorable del Bruch, Vendrell, y en la que tuvo lugar en Aragón contra fuerzas de Delatre, compuestas de muchos carabineros y guardias civiles, y 100 caballos. En esta célebre acción, que tan bien dirigió Castells, Masachs, al frente de dos compañías, atacó el grueso del enemigo, que se hallaba parapetado en el extremo de una muy elevada altura, y cargando contra él a la bayoneta, le dispersó completamente, persiguiéndole durante dos horas y causándole más de 300 bajas.
Por sus brillantes servicios a la causa carlista, fue condecorado con la Cruz de la fidelidad militar, medalla de plata de Berga, Cruz de San Fernando de 1.ª clase y cruz también de plata de la misma clase, del mérito militar.
Residió el último periodo de su vida en una casa de campo cercana a Igualada y fue presidente del Círculo Tradicionalista de aquella ciudad.